# Kelčice

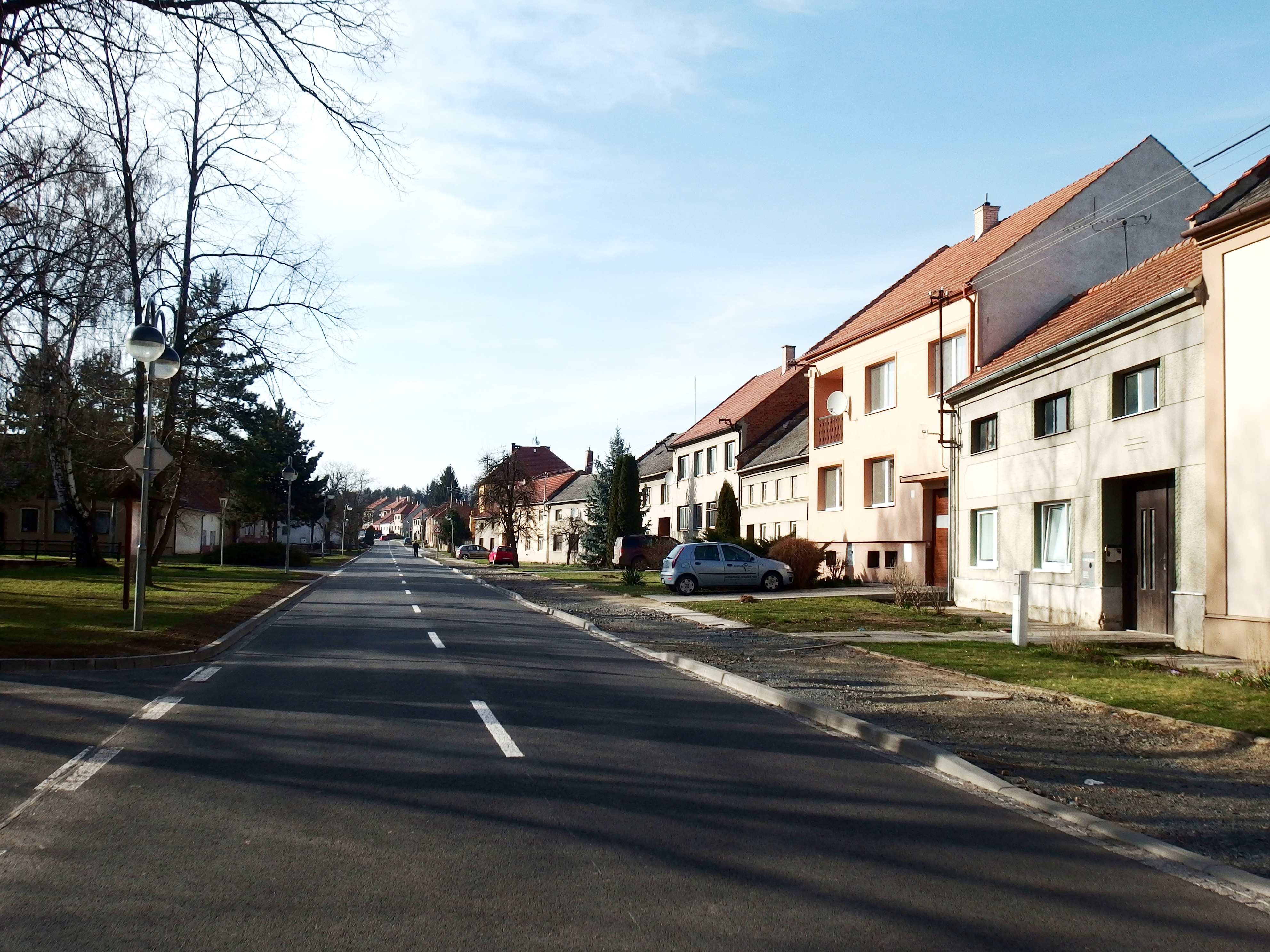
Dorfanger

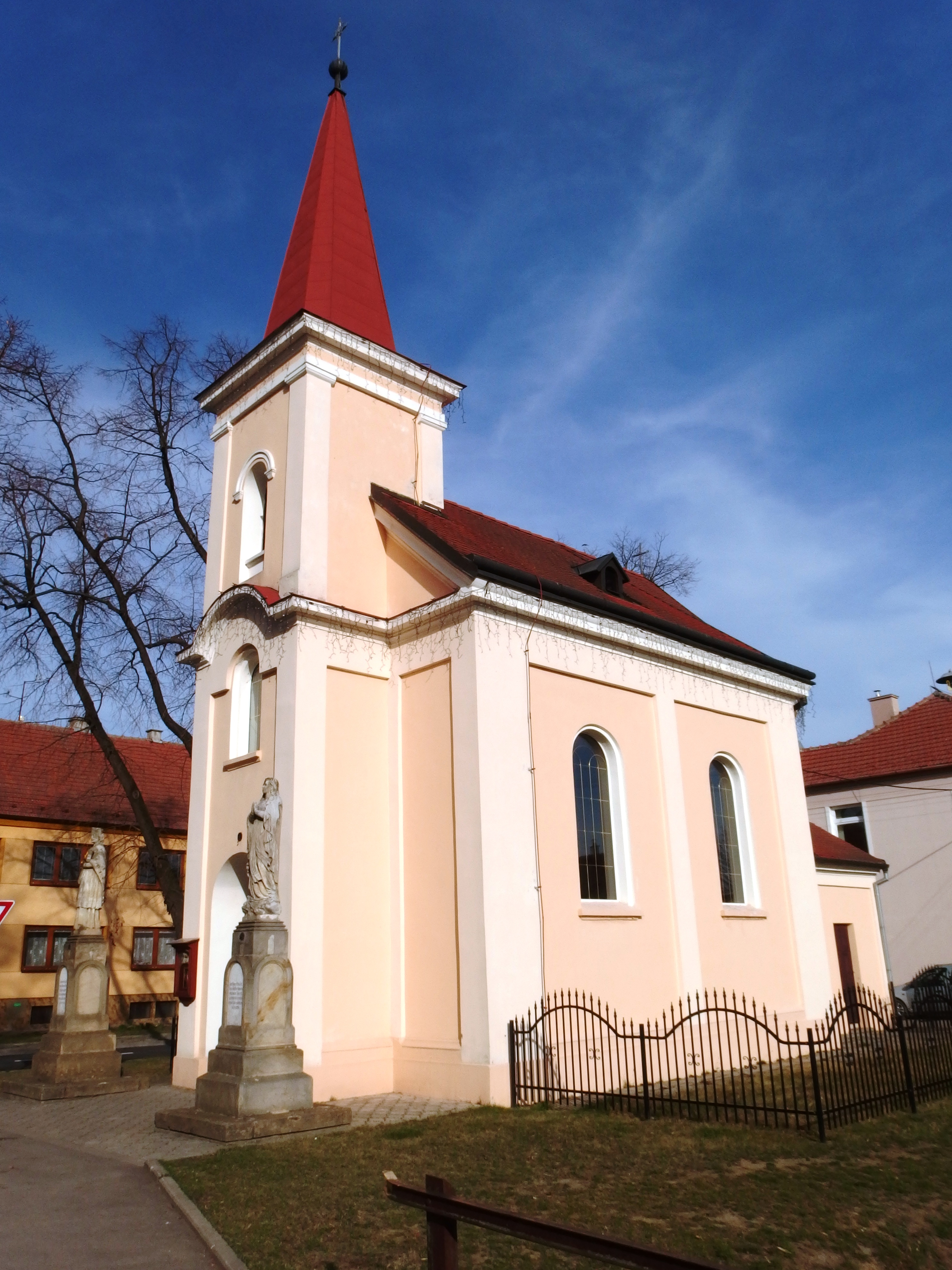
Kapelle des hl. Bartholomäus

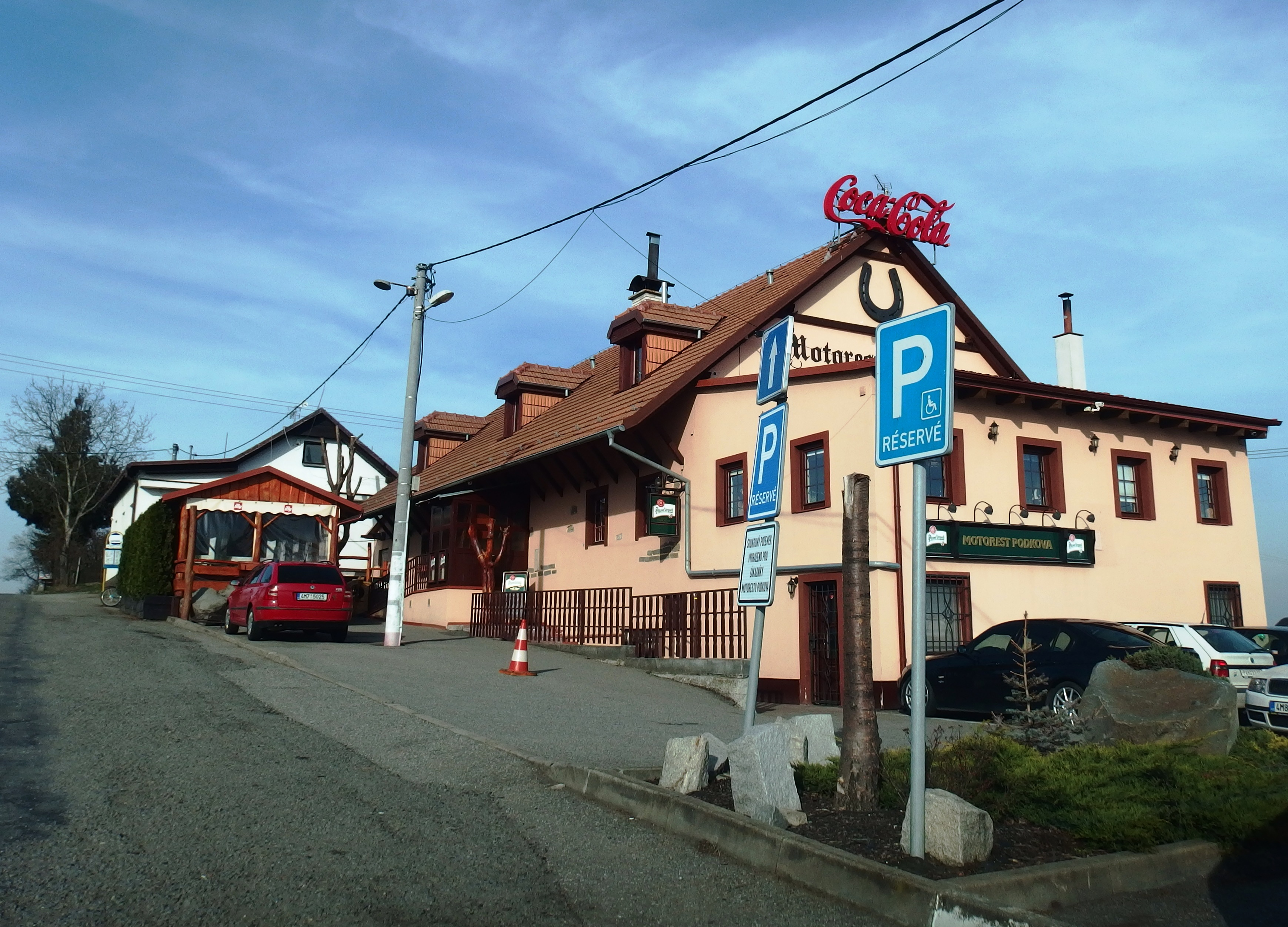
Motorest Podkova

Kelčice (deutsch Keltschitz) ist ein Ortsteil der Gemeinde Vranovice-Kelčice in Tschechien. Er liegt acht Kilometer südlich von Prostějov am geographischen Mittelpunkt Mährens und gehört zum Okres Prostějov.

## Geographie
Das Längsangerdorf Kelčice erstreckt sich in der Obermährischen Senke (Hornomoravský úval) am Bach Kelčický potok, in den hier der Dobrochovský potok einmündet. Am westlichen Ortsrand verläuft die Autobahn D 46. Im Südosten erhebt sich die Předina (313 m. n.m.).
Nachbarorte sind Žešov im Norden, Výšovice im Nordosten, Vřesovice im Osten, Pivín, Bajajka, Poličky und Dobromilice im Südosten, Hradčany, Kobeřice und Dobrochov im Süden, Otaslavice im Südwesten, Vranovice im Westen sowie Určice im Nordwesten.

## Geschichte
Archäologische Funde belegen eine Besiedlung der Gemarkung seit der Altsteinzeit.
Kelčice soll im Jahre 1078 zur Gründungsdotation des Klosters des hl. Stephan in Hradisko gehört haben, schriftliche Nachweise dafür stammen jedoch aus späterer Zeit. Die erste gesicherte urkundliche Erwähnung des Ortes erfolgte im Jahre 1258, als der Olmützer Bischof Bruno von Schauenburg die Dörfer Kelčice, Vítonice, Hodolany und Výkleky mit Zustimmung des Domkapitels zu Kanonikatspräbenden für die vier von ihm neu ernannten Domherren bestimmte. Im 14. Jahrhundert bestand in Kelčice zudem ein Adelssitz – möglicherweise ein Freihof – nach dem sich das Geschlecht von Kelčice benannte. Einen Anteil des Dorfes besaß im 15. Jahrhundert das Benediktinerinnenkloster Pustiměř.
Im Jahre 1728 wurde die von Olmütz nach Brünn führende Kaiserstraße fertiggestellt. Die zwischen Kelčice und Vranovice verlaufende Straße brachte nicht nur Kaufleute in die Gegend, sondern in Kriegszeiten auch das Militär. Während der Napoleonischen Kriege wurde das Dorf 1805 von russischen und französischen Truppen ausgeplündert. In den Jahren 1811, 1812 und 1821 brannten Teile des Dorfes nieder. 1831 und 1836 starben insgesamt 35 Bewohner des Dorfes an der Brechruhr.
Im Jahre 1835 bestand das im Olmützer Kreis linksseitig der von Olmütz nach Brünn führenden Poststraße gelegene Dorf Keltschitz bzw. Kelčice aus 51 Häusern mit 294 mährischsprachigen Einwohnern. Haupterwerbsquelle bildete die Landwirtschaft. Im Ort gab es einen herrschaftlichen Meierhof und ein Wirtshaus mit einer Ölpresse. Auf der Anhöhe Brzedina markierte ein verfallenes Gloriett den Mittelpunkt Mährens. Der Schulunterricht erfolgte in Wranowitz. Pfarrort war Břesowitz, der Amtsort Olmütz. Bis zur Mitte des 19. Jahrhunderts blieb Keltschitz ein Obedienzgut des Olmützer Domkapitels.
Nach der Aufhebung der Patrimonialherrschaften bildete Kelčice / Keltschitz ab 1850 eine Gemeinde im Gerichtsbezirk Proßnitz. Während des Baus der Mährisch-Schlesischen Nordbahn wurde südöstlich des Dorfes ein Steinbruch betrieben, der wegen der dort beschäftigten italienischen Arbeiter Taliánská skála genannt wurde. Ab 1869 gehörte Kelčice zum Bezirk Proßnitz; zu dieser Zeit hatte das Dorf 320 Einwohner und bestand aus 55 Häusern. Im Jahre 1900 lebten in Kelčice 333 Personen; 1910 waren es 401. Auf dem Dorfanger wurde 1906 eine Kapelle errichtet. Nach dem Ersten Weltkrieg zerfiel der Vielvölkerstaat Österreich-Ungarn, das Dorf wurde 1918 Teil der neu gebildeten Tschechoslowakischen Republik. Beim Zensus von 1921 lebten in den 72 Häusern von Kelčice 377 Tschechen. 1930 bestand Kelčice aus 83 Häusern und hatte 387 Einwohner. Von 1939 bis 1945 gehörte Kelčice / Keltschitz zum Protektorat Böhmen und Mähren. Im Jahre 1950 hatte Kelčice 349 Einwohner. 1964 wurde Kelčice mit Vranovice zu einer Gemeinde Vranovice-Kelčice vereinigt. Zu Beginn der 1970er Jahre erfolgte zwischen Kelčice und Vranovice  – parallel zur alten Landstraße – der Bau der Schnellstraße R 46. Beim Zensus von 2001 lebten in den 98 Häusern von Kelčice 304 Personen.

## Ortsgliederung
Der Ortsteil Kelčice bildet einen Katastralbezirk.

## Sehenswürdigkeiten
- Neogotische Kapelle des hl. Bartholomäus, auf dem östlichen Teil des Dorfangers, errichtet 1906 anstelle eines Glockenturmes[4]
- Spätbarocke Statue der Jungfrau Maria, vor der Kapelle
- Spätbarocke Statue des hl. Johannes von Nepomuk, vor der Kapelle
- Steinernes Kreuz aus dem Jahre 1844, an der Straßengabelung nach Výšovice und Vřesovice. Daneben steht eine geschützte Linde.
- Denkmal für die Sowjetarmee, mit Gedenktafel für die Gefallenen des Ersten Weltkrieges, auf dem Dorfanger
- Hügel Předina (313 m. n.m.) mit Sendeturm des Tschechischen Rundfunks und Aussichtstürmchen Štátula